# 甲基环戊二酮
甲基环戊二酮是1,2-环戊二酮的衍生物，化学式C6H8O2。它是无色固体，有酮-烯醇互变异构。

## 制备与结构
甲基环戊二酮可由1-羟基-2,5-己二酮在碱催化下缩合而成。
甲基环戊二酮的结构已获X射线衍射表征。计算显示甲基环戊二酮通常以烯醇式存在。

## 存在与用处
1912年，Meyerfeld通过干馏水青冈木，发现甲基环戊二酮。1960年代，甲基环戊二酮也被发现存在于咖啡香味及枫糖中。它也是木质纤维素热分解的产物。
甲基环戊二酮因为有枫糖或焦糖的香味，可用于香料与香水。它是葡萄酒、咖啡、辣椒粉、三文鱼的气味成分之一。由于甲基环戊二酮存在于枫糖中，因此又称为枫内酯，但它不是内酯。